# Ludwig von Massow

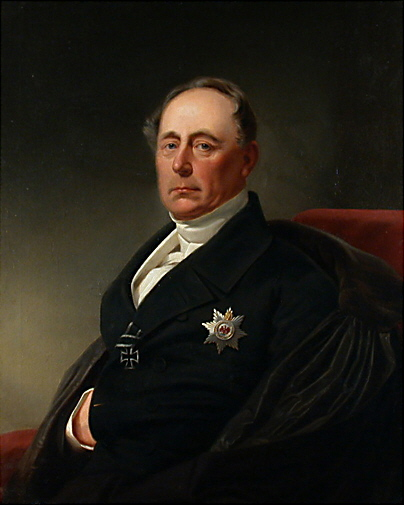
Ludwig von Massow (Portret door Franz Krüger).

Ludwig von Massow (Berlijn, 11 juni 1794 - Potsdam, 2 september 1859) was een Pruisisch aristocraat en grootgrondbezitter. Hij bezat de landgoederen Groß Möllen, Loist, Steinhöfel en sinds 1823 ook Demnitz. Zoals van een Pruisisch edelman verwacht werd trad hij toe tot het leger. In 1809 werd hij rekruut in het Eerste Garderegiment en in 1811 werd hij beëdigd als officier. Hij vocht in de bevrijdingsoorlog tegen Napoleon en werd met het IJzeren Kruis IIe Klasse onderscheiden. In 1818 werd hij kapitein in de Landwehr, het reserveleger.
Ook in het landsbestuur was von Massow actief. Hij was landraad van het district Niederbarnim, kamerheer, hofmaarschalk van de huishouding van de kroonprins, de latere Friedrich Wilhelm IV. Later werd hij minister van het Koninklijk Huis.
De aristocraat had veel invloed op de Pruisische koning; in 1837 werd hij Intendant van de uitgestrekte Koninklijke parken en tuinen. In 1840 werd hij ook gedurende enige tijd thesaurier van het hof. In 1843 werd hij Staatsraad en in 1847 liet hij zich door zijn standgenoten in het parlement, de Pruisische Landdag, kiezen. Toen de bevolking van Pruisen in het revolutiejaar 1848 een democratische grondwet eiste was Ludwig von Massow een van de hovelingen die de weifelende vorst in een conservatieve kamarilla in reactionaire zin konden beïnvloeden. De koning stemde onder druk van de bevolking toe een grondwet maar hij verbrak zijn belofte zodra hij en zijn leger daartoe gelegenheid zagen. Ook elders in Duitsland onderdrukten de Pruisen democratische bewegingen. Ludwig von Massow was ook lid van een provinciale vergadering; de Landdag van Brandenburg.
Sinds 1850 werkte von Massow onder leiding van de huisminister Wilhelm zu Sayn-Wittgenstein-Hohenstein. Hij werd in 1850 lid van wat het Parlement van de Duitse Bond in Erfurt had kunnen worden. Dit parlement slaagde er niet in om een plaats in het staatsbestel te verwerven.  In 1851 werd hij eerst huisminister a.i. en na het afscheid van Anton Graf zu Stolberg-Wernigerorde was hij van 1854 tot 1856 plaatsvervangend minister. Van 1856 tot 1858 bleef Ludwig von Massow officieel minister van het Koninklijk Huis. Hij gaf in die jaren ook leiding aan de boomkwekerij.
Ludwig von Massow was Grootkruis met eikenbladeren in de Orde van de Rode Adelaar.